# Johann Jakob Müller (Philosoph)

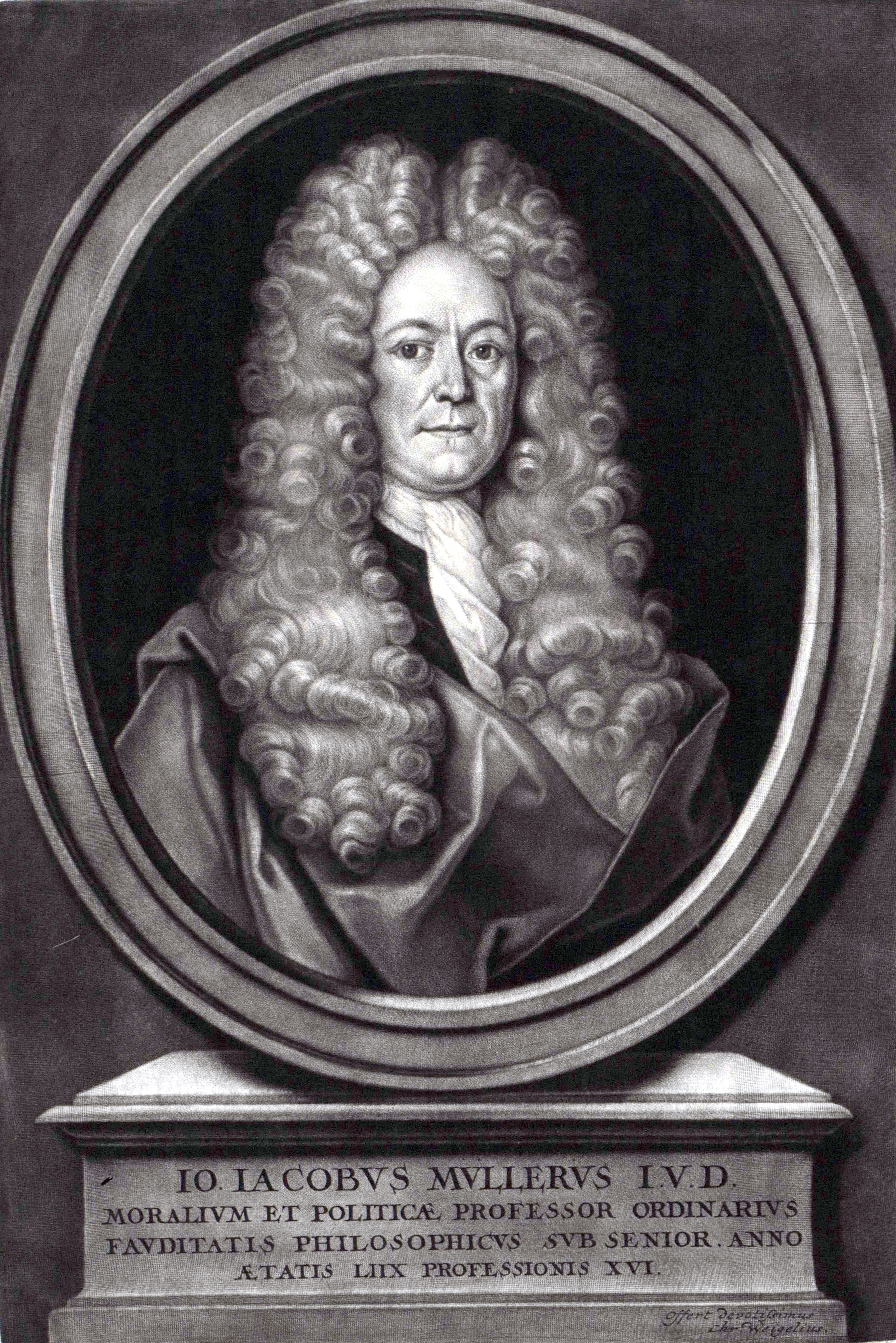
Johann Jakob Müller

Johann Jakob Müller (* 31. Mai 1650 in Jena; † 13. April 1716 ebenda) war ein deutscher Moralphilosoph.

## Leben
Müller war der Sohn des Konrektors der Ratschule in Jena Johannes Müller (* 20. November 1615 in Schalkau; † 14. Dezember 1688) und Dorothea Grosner. Er besuchte die Stadtschule in Jena, welche unter der Leitung des Rektors Johann Martin Ringler (* Jena; † 23. Mai 1676 ebenda) stand. Mit fünfzehn Jahren begann er Vorlesungen an der Universität Jena zu besuchen. Hier wurden an der philosophischen Fakultät Johann Frischmuth, Erhard Weigel, Caspar Posner, Johann Andreas Bose, Valentin Veltheim, Johannes Musaeus, Johann Wilhelm Baier und Friedemann Bechmann seine Lehrer. 1677 erwarb er sich den akademischen Grad eines Magisters der Philosophie, wurde Adjunkt der philosophischen Fakultät und erhielt eine Hauslehrerstelle in Niedersachsen.
Am 12. April 1692 wurde er außerordentlicher Professor der Philosophie in Jena, erhielt am 8. Januar 1695 die ordentliche Professur der Poesie und am 14. September 1698 den Lehrstuhl für Logik. Nachdem er sich am 23. Oktober 1699 das Lizentiat der Rechte erworben hatte, am 18. Februar 1700 zum Doktor der Rechte promovierte, übernahm er am 5. September 1705 die Professur der ethischen Moralphilosophie und Politik. Zudem beteiligte er sich auch an den organisatorischen Aufgaben der Jenaer Salana. So war er einige Male Dekan der philosophischen Fakultät und 1704 Rektor der Alma Mater.

## Werke (Auswahl)
- Disp.  de Moralitate inculpatae Tutelae. Jena 1680.
- Disp. de Regressu demonstrativo. Jena 1680.
- Disp. de Fide fracta. Jena 1680.
- Disp. de Propaedeumatibus. Jena 1685.
- Disputatio de Imperio Dictatoris. Jena 1687.
- Institutiones Ethicae Positivo-Polemicae. Jena 1691 (collections.thulb.uni-jena.de).
- Institutiones Politicae Positivo-Polemicae ad filum Aristotelis concinnatae. Jena 1691, 1705.
- Institutiones Jurisprudentiae Gentium. Jena 1693.
- Disp. de Jure Transitus per alterius Territorium. Jena 1693.
- Disp. de jure Feciali. Jena 1693 (collections.thulb.uni-jena.de).
- Disp. de Morte vicaria. Jena 1695.
- Commentarius in Guil. Grotii Enchiridion  de Principiis Juris Naturae. Jena 1696.
- Disp. de Fictionibus Juris Naturae et Gentium. Jena 1696.
- Disp. de Occisione Furis nocturni ad Hugo Grotii J. B. & P. II. I. Jena 1697.
- Disp. de summo Bono Civili non consistente in Divitiis. Jena 1697.
- Disp. de Jure Partis majoris. Jena 1697.
- Disp. de Obligatione Subditorum ex Delicto summae Potestatis ad Hug. Grotii de I. B. & P. lib. 2. C.  21. Jena 1698 (collections.thulb.uni-jena.de).
- Disp. de Syllogismis compositis. Jena 1698.
- Disp. de Modis abolendi Culpam et Reatum. Jena 1700.
- Disp. de Moralitate Reservationum mentalium in juramento. Jena 1701.
- Disp. de Praesumptionibus Moralibus. Jena 1701.
- Disp. de Virtutibus ac Vitiis Philosophorum Orientalium. Jena 1701.
- Disp. de Duellis Principum. Jena 1702.
- Disp. de Imperio Civili in Statu Innocentiae extituro. Jena 1703.
- Introductio in Artem Emblematicam. Jena 1706.
- Disp. de Imputatione Morali. Jena 1707.
- Disp de Jure Retorsionis inter Status Imperii. Jena 1707.
- Disp. de jure Superiorum in Juramenta Inferiorum. Jena 1708.